# Trappes
Trappes è un comune francese di 28 945 abitanti situato nel dipartimento degli Yvelines nella regione dell'Île-de-France.

## Storia

### Simboli
Lo stemma comunale è stato adottato nel 1962 in occasione del gemellaggio con la città inglese di Congleton.
La forma del capo-palo ricorda la lettera T, iniziale del nome della città; i colori verde e rosso sono quelli della SNCF con dei cerchi che ricordano le ruote dei vagoni ferroviari. Il capo-palo è affiancato da un lato dai simboli dell'abbazia di Saint-Denis, che aveva dei possedimenti a Trappes, dall'altro dal seminato di gigli dell'antico stemma dell'Île-de-France.

## Società

### Evoluzione demografica
Abitanti censiti

## Amministrazione

### Gemellaggi
- Castiglione del Lago
- Kopřivnice
- Congleton[3]